# Brabantská kronika

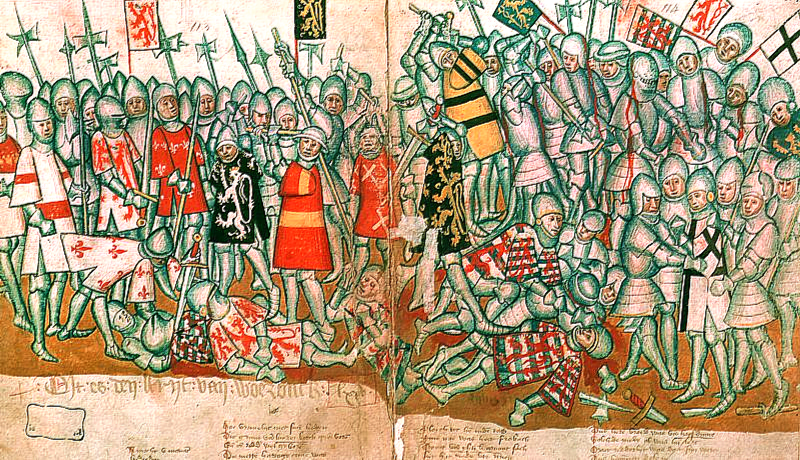
Bitva u Worringenu

Brabantská kronika, Brabantsche Yeesten je rýmovaná brabantská středověká kronika s mnoha barevnými iluminacemi.
Jejím autorem je Jan van Boendale. V kronice jsou s obrazovým, velmi realistickým, doprovodem zaznamenány dějiny brabantského vévodství včetně bitvy u Worringenu a Marie Brabantské a jejího sňatku s francouzským králem. Dochovaný exemplář pochází z 15. století a je uložen v královské knihovně v Bruselu. Dva svazky kroniky unikly zničení, když je sběratel zakoupil od obchodníka s tabákem, který měl v úmyslu papír použít jako balicí.